# (35993) 1999 NS17
1999 NS17 (asteroide 35993) é um asteroide da cintura principal. Possui uma excentricidade de 0.18317590 e uma inclinação de 2.56411º.
Este asteroide foi descoberto no dia 14 de julho de 1999 por LINEAR em Socorro.